# Burg Schagen
Die Burg Schagen ist eine abgegangene Niederungsburg des Bistums Osnabrück. Sie liegt westlich der Bauerschaft Pente der Stadt Bramsche im Norden des Landkreises Osnabrück in Niedersachsen.

## Geschichte
Die Burg Schagen in Pente ist legendenhaft mit Herzog Wittekind verbunden und wird deshalb im Volksmund auch Wittekindsburg genannt. Sie ist wahrscheinlich aber erst im 12. Jahrhundert angelegt worden, möglicherweise zur Sicherung einer Furt über die westlich vorbeifließende Hase. 1186 wird sie als Wohnsitz von Giselbert von Schagen erstmals erwähnt. Die Ritter von Schagen sind ab 1260 als Burgmannen des Bistums Münster auf Burg Vechta erwähnt. 1294 wird Burg Schagen als eine „starke Befestigung“ bezeichnet. 1424 beantragte das Domkapitel Osnabrück den Zwangsverkauf des überschuldeten Besitzes, neuer Besitzer wurde 1426 der Domherr Claus von Voß. Er veräußerte sie 1442 an Wibbeke von Elmendorf, die sie 1443 gegen eine Rente an das Domkapitel abtrat. Dieses überließ die Burg dem Eigenhörigen Borgmann. Danach verfiel die Burg.
Anfang des 19. Jahrhunderts wurden die Burggebäude größtenteils abgetragen, dabei wurden in einem der Keller zahlreiche Fußangeln gefunden. Um 1890 wurden die Gräben zugeschüttet und das übrig gebliebene Steinmaterial beim Straßenbau verwendet. Heute ist nur noch ein kleiner Mauerrest in einem Acker vorhanden, der zum benachbarten Hof Borgmann gehört. Die Feldbegehungen erbrachten Funde des 13. bis 15. Jahrhunderts.

## Beschreibung
Nach im 19. Jahrhundert getätigten Beobachtungen bestand die Burg aus einem 10,4 × 8,5 m großem Hauptgebäude mit einer Mauerstärke von 1,6–1,8 m. Ein nachträglich angefügter Anbau war 8,5 × 4 m groß. Umgeben war die Burg nach unterschiedlichen Angaben aus dem 19. Jahrhundert von zwei oder drei Gräben. 1991 wurde nur ein einfacher Graben dokumentiert, der einen ovalen Innenraum von 40 × 60 m umgab. Erhalten ist von der Burg lediglich ein Mauerrest von 3 m Höhe und 1,20 m Stärke.